# Wolther von Kieseritzky

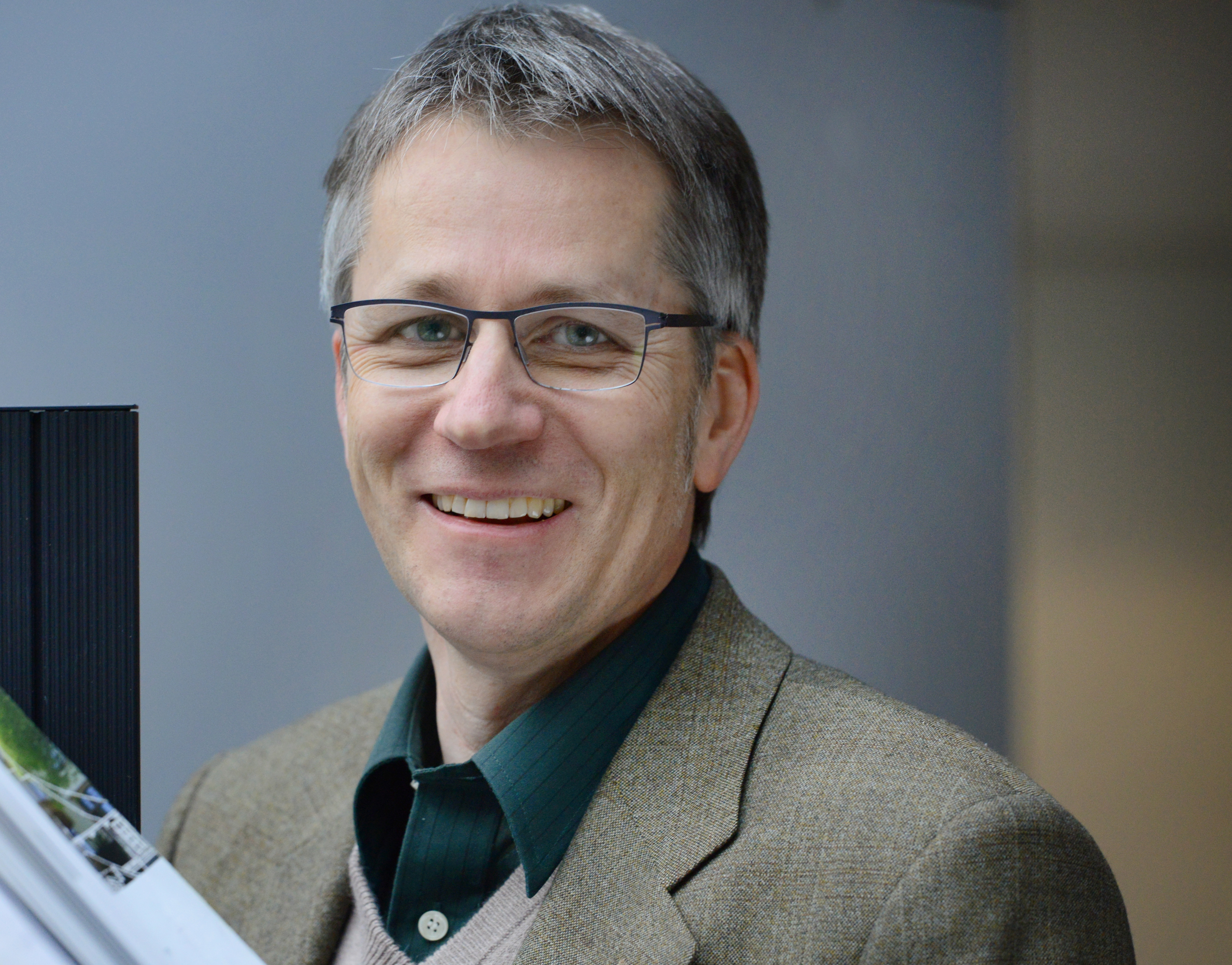
Wolther von Kieseritzky

Wolther von Kieseritzky (* 28. November 1960 in Berlin) ist ein deutscher Historiker.

## Leben und Wirken
Wolther von Kieseritzky studierte Alte und Neue Geschichte, Philosophie und Germanische Philologie in Berlin und Freiburg im Breisgau, wo er mit dem Magister und Ersten Staatsexamen für Lehramt an Gymnasien abschloss. Von 1984 bis 1986 absolvierte er als Max-Kade-Scholar der Max-Kade-Foundation ein Studium (MA) an der University of Michigan in Ann Arbor, USA. 1998 wurde er bei Heinrich August Winkler an der Humboldt-Universität zu Berlin mit dem Thema Liberalismus und Sozialstaat promoviert. Die Arbeit wurde vom Arbeitskreis für moderne Sozialgeschichte in die Schriftenreihe Industrielle Welt aufgenommen. Von 1989 bis 1991 arbeitete er als Referent am Gesamtdeutschen Institut – Bundesanstalt für Gesamtdeutsche Aufgaben in Berlin. Danach war er wissenschaftlicher Mitarbeiter an der Humboldt-Universität zu Berlin, der Friedrich-Alexander-Universität Erlangen und von 2001 bis 2004 im DFG-Projekt „Geschichte der Gewerkschaftsbewegung im 20. Jahrhundert“ an der Universität Mannheim. Im Auftrag der Bundeskanzler-Willy-Brandt-Stiftung verfasste er für die Edition Willy Brandt – Berliner Ausgabe den Band zur Innen- und Gesellschaftspolitik von 1966 bis 1974.
Kieseritzky war Stipendiat der Friedrich-Naumann-Stiftung (FNF) und Fellow des Künstlerhauses Schloss Wiepersdorf. Von 2005 bis 2015 war er Herausgeber und Schriftleiter der Vierteljahrsschrift zur Geschichte Berlins sowie stellvertretender Vorsitzender des Vereins für die Geschichte Berlins. Seit 2011 ist er Vorstandsmitglied der Historischen Kommission zu Berlin. Er ist seit 2021 Mitherausgeber des Jahrbuchs zur Liberalismus-Forschung (JzLF). Schwerpunkte seiner Forschungs- und Publikationstätigkeit sind die Geschichte der Demokratie und des Liberalismus, die politische Ideengeschichte sowie die Berliner und Brandenburgische Landesgeschichte.
Kieseritzky gehörte 1987 als zertifizierter Stadtführer zu den Mitgründern von Berlin Guide – Verband der Berliner Stadtführer, dessen Vorsitz er von 1996 bis 2006 innehatte. Im Vorstand des Bundesverbandes der Gästeführer in Deutschland (BVGD) und im Executive Committee der Federation of European Tourist Guides Associations Paris war er maßgeblich für die Ausgestaltung der beruflichen Qualifizierung verantwortlich, die 2008 mit dem Ausbildungssystem für Gäste-/Fremdenführer nach DIN EN 15565 europaweit etabliert wurde. Der Verband der Berliner Stadtführer und der BVGD zeichneten ihn dafür mit der Ehrenmitgliedschaft aus.
In der Friedrich-Naumann-Stiftung für die Freiheit ist er seit 2019 in Potsdam für das Archiv des Liberalismus mit Public History und historischer Liberalismusforschung befasst.

## Schriften (Auswahl)
- (Hrsg. zusammen mit Klaus-Peter Sick): Demokratie in Deutschland. Chancen und Gefährdungen im 19. und 20. Jahrhundert, C. H. Beck, München 1999, ISBN 3-406-45336-8.
- (Bearb.): Willy Brandt: ‚Mehr Demokratie wagen‘. Innen- und Gesellschaftspolitik 1966–1974 (= Willy Brandt. Berliner Ausgabe, Bd. 7), Dietz, Bonn 2001, ISBN 3-8012-0307-7.
- Liberalismus und Sozialstaat. Liberale Politik in Deutschland zwischen Machtstaat und Arbeiterbewegung (1878–1893) (= Industrielle Welt, Bd. 62), Böhlau, Köln/Wien 2002, ISBN 3-412-07601-5.
- (Bearb.): Quellen zur Geschichte der deutschen Gewerkschaftsbewegung im 20. Jahrhundert. Bd. 13: Der Deutsche Gewerkschaftsbund 1964–1969, Dietz, Bonn 2006, ISBN 3-8012-4157-2.
- Ratgeber Gästeführung. Qualifizierung nach europäischem Standard, Sachsen-Anhalt 2009.
- (Hrsg.): Fokus Berlin Mitte. 775 Jahre Historischer Stadtkern, Westkreuz Verlag, Berlin 2012, ISBN 978-3-939721-37-6.
- (Hrsg.): Berliner „Fortschritt“. Stadtentwicklung und Bürgertum im 19. Jahrhundert (= Mitteilungen des Vereins für die Geschichte Berlins, Heft 109), Westkreuz Verlag, Berlin 2013.
- (Hrsg. zusammen mit Jürgen Frölich und Ewald Grothe): Liberalismus-Forschung nach 25 Jahren. Bilanz und Perspektiven, Nomos, Baden-Baden 2016, ISBN 978-3-8487-3035-3.
- zusammen mit Thomas Clausen und Thomas Volkmann: Ralf Dahrendorf. Apologet der Freiheit. Friedrich-Naumann-Stiftung für die Freiheit, Potsdam 2020, ISBN 978-3-948950-02-6.
- Hildegard Hamm-Brücher. Mit Leidenschaft für Demokratie und Freiheit. Friedrich-Naumann-Stiftung für die Freiheit, Potsdam 2021, ISBN 978-3-9822020-3-7.
- Marie-Elisabeth Lüders. Vorkämpferin für Menschenrechte. Friedrich-Naumann-Stiftung für die Freiheit, Potsdam 2021, ISBN 978-3-9822020-2-0.
- zusammen mit Ewald Grothe: Karl-Hermann Flach. Reformer und Erneuerer des Liberalismus, Potsdam 2021.
- (Hrsg. zusammen mit Jürgen Frölich und Ewald Grothe): Fortschritt durch sozialen Liberalismus. Politik und Gesellschaft bei Friedrich Naumann. Nomos Verlag, Baden-Baden 2021, ISBN 978-3-8487-6696-3.
- Rudolf Virchow. Liberaler Fortschritt in Wissenschaft und Politik, Friedrich-Naumann-Stiftung für die Freiheit, Potsdam 2021.
- Walther Rathenau. Liberaler Außenpolitiker und Wegbereiter der Demokratie. Friedrich-Naumann-Stiftung für die Freiheit, Potsdam 2022.